# Francisco Antúnez
Francisco Antúnez Espada (Siviglia, 1º novembre 1922 – Siviglia, 16 agosto 1994) è stato un allenatore di calcio e calciatore spagnolo, di ruolo difensore.

## Carriera
Con la maglia del Siviglia vinse il campionato spagnolo nel 1946.

## Palmarès

### Club

#### Competizioni nazionali
- Segunda División (Spagna): 1

Betis: 1941-1942
- Campionato spagnolo: 1

Siviglia: 1945-1946
- Coppa di Spagna: 1

Siviglia: 1947-1948